# FC ViOn Zlaté Moravce
El Football Club Viliam Ondrejka Zlaté Moravce (en español: Club de Fútbol Vilian Ondrejka de Zlaté Moravce), es un equipo de fútbol de Eslovaquia que juega en la Primera Liga de Eslovaquia, la segunda liga de fútbol más importante del país. Fue fundado en 1995 en la ciudad de Zlaté Moravce.

## Palmarés
- Copa de Eslovaquia: 1

2007

## Competiciones europeas
- 1Q = Primera Ronda clasificatoria
- 2Q = Segunda Ronda clasificatoria

| Temporada | Competición | Ronda | Equipo    | Marcador |
| --------- | ----------- | ----- | --------- | -------- |
| 2007-08   | Copa UEFA   | 1Q    | FC Almaty | 3-1, 1-1 |
| 2007-08   | Copa UEFA   | 2Q    | FC Zenit  | 0-2, 0-3 |

## Entrenadores
- Ján Rosinský (2007-2008)
- Ľubomír Moravčík (julio de 2008-noviembre de 2008)
- Stefan Horny (diciembre de 2008-octubre de 2009)
- Juraj Jarábek (octubre de 2009-mayo de 2013)
- Branislav Mráz (mayo de 2013-junio de 2015)
- Milko Gjurovski (junio de 2015-agosto de 2015)
- Libor Fašiang (agosto de 2015-mayo de 2016)
- Peter Gergély (mayo de 2016-noviembre de 2016)
- Juraj Jarábek (noviembre de 2016-noviembre de 2018)
- Branislav Mráz (noviembre de 2018-diciembre de 2018)
- Karol Praženica (diciembre de 2018-julio de 2020)
- Branislav Mráz (julio de 2020)
- Juraj Jarábek (julio de 2020)
- Ľuboš Benkovský (julio de 2020-mayo de 2022)
- Ján Kocian (mayo de 2022-octubre de 2022)
- Ivan Galád (octubre de 2022-junio de 2023)
- Vladimír Cifranič (junio de 2023-noviembre de 2023)
- Michal Hipp (noviembre de 2023-febrero de 2024)
- Dušan Uhrin Jr. (febrero de 2024-presente)